# ادواردو بووه
ادواردو بووه (انگلیسی: Edoardo Bove) بازیکن فوتبال اهل ایتالیا است که به صورت قرضی از باشگاه رم برای باشگاه فیورنتینا بازی می‌کند.
وی همچنین در تیم‌های ملی فوتبال زیر ۱۶ سال ایتالیا، زیر ۱۸ سال ایتالیا، زیر ۲۰ سال ایتالیا و زیر ۲۱ سال ایتالیا بازی کرده‌است. 
در ۱ دسامبر ۲۰۲۴، بووه در جریان بازی فیورنتینا مقابل اینترمیلان دچار حمله قلبی شد.